# 금양중학교
금양중학교(錦陽中學校)는 대한민국 부산광역시 금정구 부곡동에 있는 공립 중학교이다.

## 학교 연혁
- 1967년 9월 8일 : 금정여자중학교 설립인가(18학급)
- 1968년 3월 5일 : 금정초등학교에서 제1학년 입학식 거행(6학급 365명)
- 1968년 4월 1일 : 초대 이기복 교장 취임
- 1970년 3월 2일 : 현 위치에 신축교사 준공 및 학교 이전
- 1971년 1월 13일 : 제1회 졸업식 거행(315명)
- 1977년 11월 2일 : 부산시교육위원회지정 가정교육 평가 연구학교
- 1991년 3월 5일 : 사격부 창단
- 2002년 3월 1일 : 남녀공학 개편으로 금양중학교로 교명 변경인가
- 2005년 10월 31일 : 부산광역시교육청지정 봉사활동 연구학교 운영발표
- 2024년 3월 1일 : 제18대 송치강 교장 부임
- 2025년 1월 9일 : 제55회 졸업식(204명, 총 26,491명)
- 2025년 3월 4일 : 제58회 입학식(7학급 203명)

## 참고 자료
- 금양중학교 - 한국교육학술정보원 학교알리미